# Munchkin (gatto)
Il gatto bassotto o munchkin è una razza di gatto di taglia medio-piccola, caratterizzata da zampe particolarmente corte.

## Descrizione generale
Il munchkin presenta gambe estremamente corte e un torace lungo, muscoloso e ben formato. La testa è triangolare, dalla fronte piatta. Il pelo può essere lungo o corto, in entrambi i casi setoso. La coda della variante a pelo lungo è folta. Gli occhi sono a mandorla, e sia il pelo che questi ultimi possono essere di qualsiasi colore. Il munchkin è considerato un gatto dolce e socievole, curioso e giocherellone, che può imparare a eseguire comandi e a riportare oggetti. Ama fare scorta dei suoi giochi preferiti ed è attratto dai colori sfavillanti. Mantiene la personalità da gattino quasi fino a tarda età. Va d'accordo con gli altri membri della famiglia e animali. Non è adatto alla vita all'aperto, ma può imparare a passeggiare al guinzaglio.

## Storia
Nel corso della Storia sono stati riportati diversi casi della mutazione che porta i munchkin ad avere le loro caratteristiche: uno dei primi è del 1944, nel Regno Unito. Simili casi sono stati successivamente riportati in Russia nel 1953, a New York nel 1964 e nel New England nel 1970. Nel 1983, un gatto dal nome di Blackberry diede alla luce una cucciolata in cui alcuni gatti presentavano la mutazione; uno di questi fu regalato a Kay La France, che diede inizio al primo allevamento di munchkin nella sua piantagione in Louisiana.
Dal 1994, l'International Cat Association (TICA) controlla lo sviluppo della razza tramite un apposito comitato, che ha portato alla scoperta dell'ereditarietà dominante del gene del nanismo nei gatti, accomunabile alle manifestazioni nelle razze canine Corgi e Dachshund. Correntemente, la razza munchkin è ufficialmente riconosciuta solo dalla TICA e dal Southern Africa Cat Council a causa delle controversie a essa legate.

## Allevamento
I gatti munchkin sono incrociati in allevamento con gatti di dimensioni normali o naturalmente bassi, in quanto la trasmissione del gene del nanismo da parte di due genitori entrambi nani può rivelarsi fatale. La mutazione può presentarsi naturalmente senza intervento umano, ma l'allevamento viene in ogni caso effettuato per l'alto profitto.

## Controversie
Le peculiarità del munchkin sono espressione di pseudoacondroplasia. Ciò ha portato a un acceso dibattito sui potenziali problemi di salute della razza.
Nonostante le affermazioni di diversi allevatori sul ritrovamento dei difetti genetici del munchkin in qualsiasi gatto, il consenso veterinario è che la razza munchkin sia più esposta a lordosi -che, se abbastanza severa, può portare alla morte del gatto nei primi tre mesi di vita- e petto escavato, e a un rischio più alto di osteoartrite rispetto ad altre razze.
Il riconoscimento del munchkin da parte della TICA ha portato alle dimissioni di uno dei suoi giudici, che ha definito la razza "un affronto a qualsiasi allevatore con un'etica". Katie Lisnik, direttrice della protezione gatti per la Humane Society of The United States (HSUS), ha dichiarato in un'intervista: "allevare un animale per le sue caratteristiche fisiche esagerate, soprattutto se ne compromette la salute generale, è irresponsabile. Gli allevatori dovrebbero priorizzare la salute e il benessere dell'animale e della sua prole rispetto alle vittorie nelle mostre e al guadagno di vendita".

## Curiosità
Il nome della razza proviene dagli abitanti della città di Munchkin ne "Il Mago di Oz" di L. Frank Baum.
Un tratto divertente di questo gatto è la capacità di sedere comodamente sulle zampe posteriori, usando la coda come supporto d'equilibrio, e lasciando le anteriori libere di muoversi, somigliando ad un canguro.